# Priveae
Priveae, biljni tribus iz porodice sporiševki (Verbenaceae). Sastoji se od 2 roda sa 24 vrste Tipični je veoma rasprostranjeni rod Priva sa 23 vrste iz Srednje i Južne Amerike, Afrike i dijelova Azije.

## Etimologija
Tribus nosi ime po rodu Priva.

## Rodovi
1. Priva Adans. (23 spp.)
2. Pitraea Turcz. (1 sp.)